# Peter Hartl
Peter Hartl (* 1961) ist ein deutscher Journalist, Filmautor und Historiker.
Peter Hartl studierte nach seinem Abitur Journalistik und Geschichtswissenschaften, besuchte die Deutsche Journalistenschule in München und anschließend das Centre de formation des journalistes in Paris. Seit 1991 gehört Peter Hartl der Redaktion Zeitgeschichte des ZDF an. Unter Leitung von Guido Knopp entstanden Dokumentationen wie Hitlers Helfer, Unser Jahrhundert oder Die Deutschen. Des Weiteren verfasst Peter Hartl Aufsätze, Artikel und Bücher zu historischen Themen.
2009, 2013 und 2014 war Peter Hartl für den Deutschen Fernsehpreis nominiert.

## Werke
als Regisseur u. a.
- 2000 – Hitlers Kinder[4]
- 2001 – Hitlers Frauen (Magda Goebbels)[5]
- 2005 – Goodbye DDR (Walter Ulbricht)[6]
- 2007 – Die Wehrmacht – Eine Bilanz[7]
- 2009 – Die Machtergreifung[8]
- 2014 – Zweiter Weltkrieg: Das erste Opfer[9]
- 2015 – Die Suche nach Hitlers Volk[10]
- 2019 – Rassismus – Die Geschichte eines Wahns[11]
- 2021 – Wir Wunderkinder – Zeit des Aufbruchs[12]

als Drehbuchautor
- 2008 – Die Deutschen
- 2010 – Die Deutschen II
- 2013 – Weltenbrand
- 2015 – Die Suche nach Hitlers Volk
- 2018 – Karl Marx – der deutsche Prophet [13]

als Sachbuchautor
- Peter Hartl: Belogen, betrogen und umerzogen: Kinderschicksale aus dem 20. Jahrhundert. 1. Auflage. DTV, München 2007, ISBN 978-3-423-24618-7, S. 219.
- Guido Knopp und Peter Hartl: Das Bernsteinzimmer: Dem Mythos auf der Spur. 1. Auflage. Hoffmann und Campe, Hamburg 2003, ISBN 3-455-09396-5, S. 244.
- Katrin Behr und Peter Hartl: Entrissen: Der Tag, als die DDR mir meine Mutter nahm. 1. Auflage. Droemer, München 2011, ISBN 3-426-27566-X, S. 300.

als Redakteur
- 2009 – Die Wölfe